# Radostná pod Kozákovem
Radostná pod Kozákovem – gmina w Czechach, w powiecie Semily, w kraju libereckim. Według danych z dnia 1 stycznia 2014 liczyła 424 mieszkańców.